# Carme (Mond)
Carme (auch Jupiter XI) ist einer der äußeren Monde des Planeten Jupiter.

## Entdeckung
Carme wurde am 30. Juli 1938 von dem Astronomen Seth Barnes Nicholson am Mount-Wilson-Observatorium in Kalifornien entdeckt. Nicholson fotografierte Jupiter zwischen dem 5. Juli und dem 25. August, wobei Carme auf einer fotografischen Platte sichtbar war, die am 30. Juli belichtet wurde. Die Entdeckung eines neuen Mondes bei Jupiter wurde dann Ende August des Jahres bekannt gegeben.
Benannt wurde der Mond nach Karme, einer Geliebten des Zeus aus der griechischen Mythologie. Seinen offiziellen Namen erhielt er erst 1975, vorher wurde er einfach als Jupitermond XI bezeichnet, da er der elfte entdeckte Mond bei Jupiter war.

## Bahndaten

Die Monde Carme-Gruppe.

Carme umkreist Jupiter in einem mittleren Abstand von 23.404.000 km in etwa 702 Tagen. Die Bahn weist eine Exzentrizität von 0,253 auf. Mit einer Neigung von 164,9° ist die Bahn retrograd, d. h., der Mond bewegt sich entgegen der Rotationsrichtung des Jupiter um den Planeten. Aufgrund dieser Bahndaten kann Carme nicht um Jupiter entstanden sein, sondern ist vermutlich ein eingefangenes Objekt. Allerdings ist noch unklar, wie dieser Vorgang genau ablief. Carme ist der Namensgeber einer Gruppe von Monden, die sich auf ähnlichen Bahnen um Jupiter bewegen. Die Carme-Gruppe umfasst siebzehn Monde, wobei Carme das größte Mitglied ist.

## Physikalische Daten
Carme hat einen mittleren Durchmesser von etwa 46 km. Seine Dichte wird auf 2,6 g/cm³ geschätzt. Er ist vermutlich überwiegend aus silikatischem Gestein aufgebaut. Carme weist eine sehr dunkle Oberfläche mit einer Albedo von 0,06. Seine scheinbare Helligkeit beträgt 18,1m. Die Rotationsperiode beträgt etwas mehr als 10 Stunden.